# Python Software Foundation
De Python Software Foundation (PSF) is een non-profitorganisatie die zich inzet voor de programmeertaal Python, zoals de ontwikkeling van de taal en de Python-gemeenschap. De organisatie werd opgericht op 6 maart 2001 in de staat Delaware, Verenigde Staten.
De leden van de organisatie kunnen onderverdeeld worden in Sponsor Members, Nominated Members en Emeritus Members. De organisatie kent 22 Sponsor Members waaronder ActiveState, Canonical Ltd., Google Inc., Microsoft, Sun Microsystems en Zope Corporation.
In 2005 heeft de Python Software Foundation de Computerworld Horizon Award gewonnen.